# Yves Chauvin
Yves Chauvin (10. října 1930 – 28. ledna 2015) byl francouzský chemik, který získal v roce 2005 společně s Richardem Schrockem a Robertem Grubbsem Nobelovu cenu za chemii za vynálezy chemických katalyzátorů, jež umožnily vyvinout novou metodu přetváření organických molekul nazývanou metateze.
Chauvin byl čestným ředitelem výzkumu na Institut français du pétrole a členem Francouzské akademie věd.